# 고바야시 다케루
고바야시 다케루(일본어: 小林 尊, 1978년 3월 15일 ~ )는 일본의 대식가이다. 세계 먹기 대회 우승자였으며, 한 번에 98개에 달하는 햄버거를 먹어치워 사람들을 놀라게 했다. 현재 그는 세계에서 가장 핫도그를 많이 먹는 사람으로 기네스북에 기록되어 있다.
2010년 7월에 뉴욕에서 핫도그 빨리 먹기 대회에서 난동을 부려 경찰에 체포된 적 있다.

## 기네스북 기록
- 2001년 12분만에 핫도그 50개
- 2002년 자신기록갱신 12분만에 50.5개
- 2003년 53.5개
- 2007년 59.5개 기록갱신

## 수상 및 경력

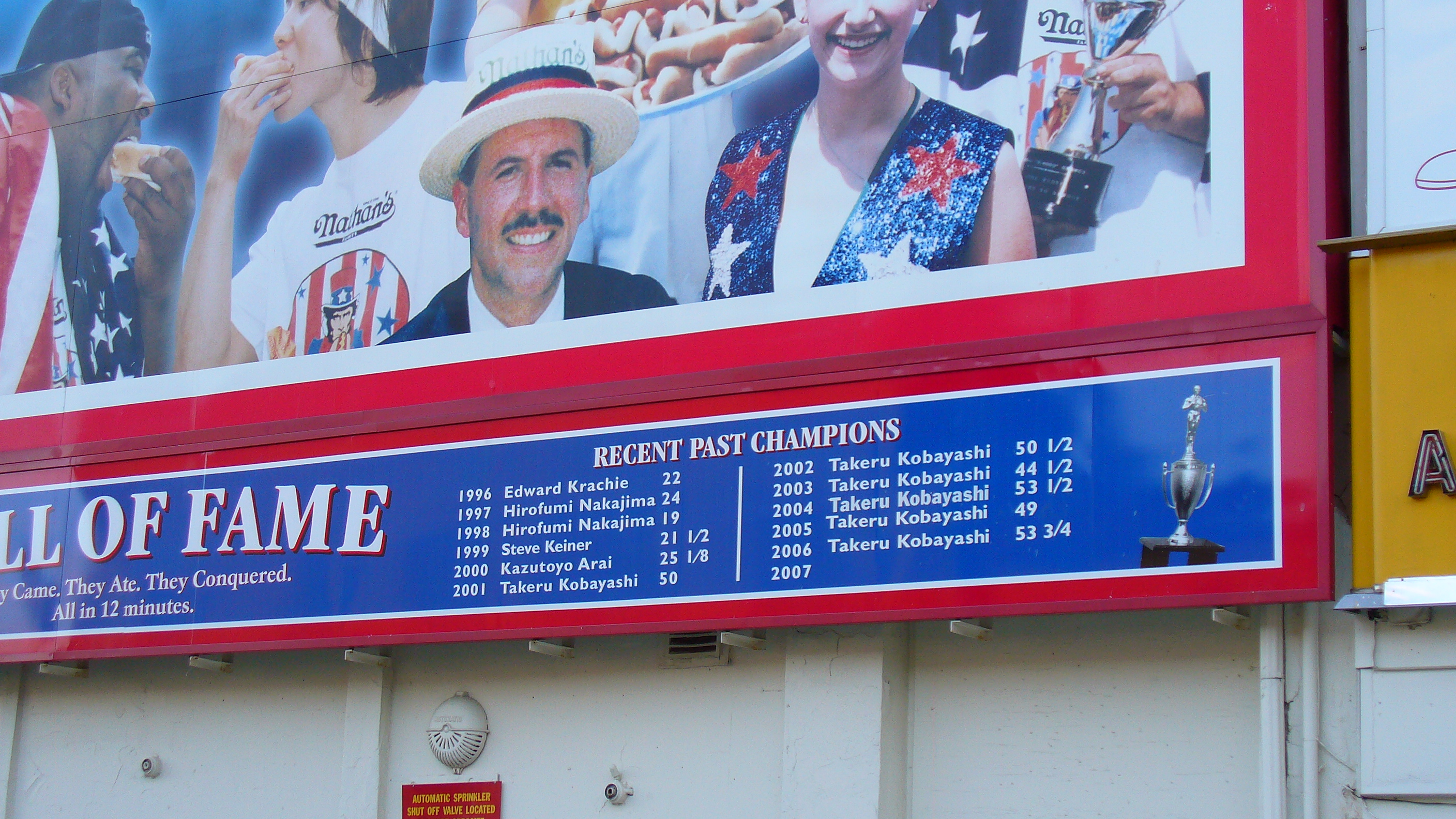
고바야시의 연속 우승 기록이 적혀있는 간판.

- 2000년 텔레비전 도쿄 'TV챔피언 전국 많이먹기 선수권' 올스타전 우승 수상
- 2009년 중국 쑤저우에서 열린 초밥먹기 대회 우승(20분 동안 초밥 164개)
- 2008년 나단 인터내셔널 핫도그 먹기대회 준우승
- 2007년 나단 인터내셔널 핫도그 먹기대회 준우승
- 2006년 세계 햄버거 빨리먹기 대회 우승

## 같이 보기
- 갈 소네